# Televisión en los Estados Unidos
La televisión es uno de los principales medios de comunicación de los Estados Unidos. El 96.7% de los hogares estadounidenses tienen al menos un televisor y la mayoría de los hogares tienen más de uno. En conjunto, las cadenas de televisión de los Estados Unidos son las mayores y más difundidas en el mundo.
A partir de agosto de 2013, aproximadamente 114,2 millones de hogares estadounidenses tienen al menos un aparato de televisión.

## Canales de televisión y redes
En EE. UU., la televisión está disponible a través de televisión terrestre (broadcast) y televisión por satélite en abierto que están disponible gratuitamente para cualquiera que tenga un televisor en el área de radiodifusión, televisión por cable, televisión por satélite e IPTV, los cuales requieren el pago de una suscripción mensual que varía dependiendo de la cantidad de canales que un suscriptor elige pagar en un paquete en particular. Los canales se venden generalmente en grupos, en lugar de individualmente. También hay servicios de vídeo que compiten en Internet y cadenas locales que proporcionan canales gratuitos a un área limitada.

### Televisión terrestre
Los Estados Unidos tienen un sistema descentralizado, la televisión orientada al mercado. A diferencia de muchos otros países, los Estados Unidos no tiene los servicios de radiodifusión nacionales de programación. En cambio, los mercados de los medios de comunicación locales tienen sus propias estaciones de televisión, que pueden ser afiliados o de propiedad y operado por una cadena de televisión. Las estaciones podrían firmar acuerdos de afiliación con una de las redes nacionales.  Excepto en los mercados muy pequeños con pocas estaciones, los acuerdos de afiliación son normalmente exclusivos: si una estación es una afiliada de la NBC, la estación no emitirá programas de la ABC, la CBS u otras redes.
Sin embargo, para garantizar la presencia local de la radiodifusión televisiva, la ley federal limita la cantidad de programación nacional que estaciones locales pueden emitir. Hasta la década de 1970 y 80, las estaciones locales complementaron la programación en red con una buena dosis de shows de producción propia. Hoy, sin embargo, muchas estaciones producen sólo los programas de noticias locales. Llenan el resto de su programación con espectáculos sindicados, o de material producido de forma independiente y vendido a las estaciones individuales de cada mercado local. Es equivalente a la tv abierta de América.

#### Las tres grandes redes
Las tres en los EE. UU. son la National Broadcasting Company (NBC), Columbia Broadcasting System (CBS) - ambas datan de los primeros días de la televisión - (de hecho, ambas se iniciaron en la década de 1920 como redes de radio), y en tercer lugar la American Broadcasting Company (ABC), que comenzó su vida como una red de radio separada de la NBC en 1943. En las grandes ciudades, los afiliados de estas redes eran casi siempre la emisión gratuita en la banda VHF antes de la transición a la televisión digital en 2009.
Los canales afiliados a las redes nacionales llevan programaciones muy similares. Por lo general, comienzan los días de semana con un noticiario de madrugada de producción local, seguido por un programa matutino de televisión nacional, tales como NBC's Today, que mezcla noticias, el clima, entrevistas y música, programación sindicada, especialmente programas de entrevistas, llenan la mañana, seguida a menudo por las noticias locales a mediodía (hora del este). Las redes nacionales emiten series al principio de la tarde, mientras que "Talk-shows" sindicados, como El Show de Oprah Winfrey, se emiten más tarde.
Mas programación sindicada ocupa la siguiente hora (o media hora en la zona horaria central, llamado "prime access slot") antes que las cadenas asuman el "prime time", las tres horas más vistas de televisión. Programas de comedia típicamente orientados a la familia al principio del prime time, aunque en años recientes reality shows como "Dancing with the Stars" los han reemplazado. más tarde se emiten dramas como CSI: Crime Scene Investigation, House M.D. o Anatomía de Grey.
A las 22 o 23, llega otro programa de noticias locales, normalmente seguido por programas de entrevistas de madrugada como "Late Show with David Letterman" o "The Tonight Show". En lugar de desconectar en la madrugada (que era práctica estándar al principio de los 1970 en los grandes mercados y hasta mediados de los 1980 en los pequeños), las emisoras de TV llenan ahora el tiempo con programación sindicada, reposiciones de shows del prime time y/o las noticias locales, o anuncios de 30 minutos, conocidos como infocomerciales, y en el caso de la CBS o la ABC, programas de noticias nocturnos nacionales.
Los sábados por la mañana normalmente se emite programación orientada a los niños (incluyendo dibujos animados), mientras que los domingos por la mañana se emiten programas de asuntos públicos que ayudan a cumplir las obligaciones legales de proveer un servicio público. Publicidad e infocomerciales se emiten las tardes de los fines de semana, seguido por el mismo tipo de prime time emitido durante la semana.

#### Otros sectores comerciales de televisión por aire
Desde 1955 hasta 1986, todas las estaciones de lengua inglesa no afiliadas con las tres grandes redes fueron independientes, emitiendo solo producciones locales y sindicadas. Aún existen muchas estaciones independientes en EE. UU., emitiendo histórica y normalmente en la banda UHF. Shows sindicados, frecuentes reposiciones de series y películas antiguas, ocupan gran parte de su horario.
En 1986, sin embargo, la "Fox Broadcasting Company" lanzó un desafío a las tres grandes redes nacionales. Gracias ampliamente al éxito de programas como Los Simpson, así como la adquisición de los derechos de emisión de los partidos de la Liga Nacional de Fútbol (NFL), Fox se ha establecido como el principal actor en emisoras de televisión. Sin embargo, Fox difiere de las otras redes en que no emite noticias por la mañana y por la noche o emite en red durante el día (aunque emite shows las noches de los sábados), su prime time es nocturno y dura solo dos horas (o tres los domingos), algunos de sus afiliados de ciudades grandes emiten en UHF antes de la transición a digital, muchas de sus estaciones externalizan la producción de noticias a las tres grandes redes en vez de producir sus propios noticiarios, y sus emisoras insignias son la WNYW (no "WFOX") y la KTTV, (no la "KFOX", pero la insignia "KFOX-TV" es usada por la filial de Fox de El Paso). También tiene diferentes canales para todas las edades.

## Canales y cadenas de televisión

### Privadas nacionales principales

#### En inglés
- ABC
- NBC
- CBS
- Fox
- The CW

#### En español
- Telemundo
- Univisión
- Estrella TV

### Pública nacional principal
- PBS